# Albuixech
Albuixech település Spanyolországban, Valencia tartományban. Albuixech Albalat dels Sorells, Massalfassar, Valencia és Museros községekkel határos. Lakosainak száma 4419 fő (2024).

## Népesség
A település lakosságának változását az alábbi diagram mutatja:
| Lakosok száma | 3063 | 3443 | 3646 | 3880 | 3958 | 3920 | 3911 | 4017 | 4201 | 4419 |
|               | 2001 | 2004 | 2007 | 2009 | 2012 | 2014 | 2017 | 2019 | 2022 | 2024 |